# Кана
Кана (яп. 仮名) — японская слоговая азбука, существующая в двух графических формах: катакана и хирагана.
Два вида каны различаются начертаниями: знаки хираганы округлы (ひらがな), в то время как знаки катаканы — угловаты (カタカナ). Лишь немногие знаки похожи (наиболее очевидное сходство имеют か и カ, り и リ, せ и セ), а почти полностью совпадают только знаки へ и ヘ. Если не брать в расчёт расширение катаканы (для айнского языка), то соответствие между знаками хираганы и катаканы взаимно однозначно, то есть любой текст, записанный хираганой, может быть точно так же записан катаканой и наоборот.
Знаками хираганы пишутся изменяемые части японских слов (окуригана), сами слова, а также, зачастую, и пояснительное прочтение иероглифов (боковая кана — фуригана). Катакана сегодня, в основном, используется для записи слов, заимствованных из других, прежде всего, европейских языков (так называемых лексических заимствований «гайрайго»).
Существуют также устаревшие слоговые азбуки: хэнтайгана и манъёгана.

## Запись
Как и для знаков кандзи, для знаков каны существуют определённый порядок и способ написания линий. В отличие от кандзи, для которой существуют строгие правила написания черт в символе для унификации (что позволяет улучшить читаемость за счёт выделения ключей; скорость написания), в кане правила индивидуальны (есть и общие элементы) для каждого символа, что позволяет проще их идентифицировать среди похожих:
- между разными символами в катакане/хирагане, например, ツ и シ, ソ и ン;
- между записью символа каны катаканой и хираганой, например, へ и ヘ (へ имеет округлый изгиб и больший угол в изгибе, обычно имеет «хвостик» в начале символа);
- между каной и кандзи, например: ス и 入, ホ и 木.